# Lazar Lyusternik
Lazar Aronovich Lyusternik (também Lusternik, Lusternick, Ljusternik; em russo:  Ла́зарь Аро́нович Люсте́рник; Zduńska Wola, Império Russo, 31 de dezembro de 1899 — Moscou, 23 de julho de 1981) foi um matemático soviético.
É famoso por seu trabalho em topologia e geometria diferencial, aos quais aplicou o princípio variacional. A teoria por ele introduzida, juntamente com Lev Schnirelmann, provou a conjectura de Henri Poincaré de que todo corpo convexo em três dimensões tem no mínimo três geodésicas fechadas. O elipsoide com eixos distintos mas aproximadamente iguais é o caso crítico com exatamente três geodésicas fechadas.
A "teoria de Lyusternik-Schnirelmann, como é atualmente denominada, é baseada nos trabalhos prévios de Poincaré, George David Birkhoff e Marston Morse. Resultou em diversos avanços em geometria diferencial e topologia. Por este trabalho Lyusternik recebeu o Prêmio Stalin em 1946.
Foi aluno de Nikolai Luzin. Em 1930 foi um dos iniciadores do Caso Egorov e então um dos participantes na notória perseguição política de seu professor Nikolai Luzin conhecido como o Caso Luzin.